# Gustav Matković
Gustav Matković (Subotica, 22. rujna 1922. – 25. srpnja 1990.) je bio bački hrvatski slikar, dizajner, scenograf. U rodnom gradu pohađa osnovnu i srednju školu. Slikati je počeo kad se kao nadareni polaznik svojedobno glasovitog Kursa figuralnog crtanja. Kako navodi Milovan Miković, «Gustav Matković nastupio je na više zajedničkih izložbi, a prvi puta se njegovo ime spominje na izložbi polaznika Kursa figuralnog crtanja, 1. lipnja 1949. godine. U jednom napisu objavljenom u jesen 1949. godine među mnogim uspjelim radovima posebno se ističe slika G. Matkovića  Dvorište Hrvatskog narodnog kazališta. Na porijedlog stručnog žirija Saveza kulturno-prosvjetnih društava autor ovog rada, kao prvonagrađeni dobiva 4.000 dinara. Na ta način Gustav Matković postaje prvi dobitnik prve likovne nagrade u poratnoj Subotici». 
Tijekom 1952. postaje stipendistom Saveza kulturno-prosvjetnih društava Subotice i upisao je studij na Likovnoj akademiji u Beogradu. Nakon dvije godine, prekida studij i vraća se u Suboticu, jer nije bio zadovoljan vrednovanjem njegova rada, uvjeren da ga se sputava. Nakon povratka u rodni grad, izdržavao se slikanjem portreta i kao dizajner u tvornici čarapa Osmi mart. Kasnije dobiva stipendiju za studij u Moskvi, ali ju je odbio iz obiteljskih razloga.
Bio je najvećim talentom nakon pojave Jelene Čović, prve akademski obrazovane slikarice među Hrvatima sa sjevera Bačke. Slikao je realističkom stilom, tehnikom ulja na platnu, ugljenom i tušem. U radovima ima i fovističkih elemenata. Najviše je slikao Suboticu i okolicu, kao i svoje sugrađane. Bela Duranci ga je opisao kao "slikara okolice, uličica u predgrađu koje nestaju". Izlagao je na više skupnih i samostalnih izložaba.
Kao i brojni hrvatski intelektualci i umjetnici iz Subotice, našao se na popisu nepoćudnih i obilježen kao hrvatski proljećar. Izopćenost je otišla dotle da je izbrisan svaki trag o njemu na idućim izložbama. Na izložbi "Likovno stvaralaštvo u Subotici 1944. – 1984." uopće nije bilo njegovih slika. Iako je bio dobitnikom prve subotičke likovne nagrade, bio je izbrisan s popisa sudionika retrospektive.
Povratak izbrisanog umjetnika je uslijedio tek 1995. izložbom u HKC Bunjevačko kolo.

## Poznata djela
- slike
- Dvorište Hrvatskog narodnog kazališta
- Harambašićeva ulica
- Iz bajskih vinograda
- Jesenji pejzaž
- Kino Avala
- Šlep na Tisi
- Motiv iz Kelebije
- Motiv iz Šandora
- Predvečerje
- portret doktora Vinka Perčića
- portret Balinta Vujkova
- Sinagoga
- kipovi
- autoportret (bista)

Autor je mozaika na fasadi zgrade u Strossmayerovoj ulici u Subotici.